# Bygningsfredning
 Denne artikel omhandler overvejende eller alene danske forhold. Hjælp gerne med at gøre artiklen mere almen.
Bygningsfredning er fredning af bygninger og evt. deres nærmeste omgivelser som fx en gårdsplads. Det er den strengeste opnåelige beskyttelse inden for bygningsbevaring i Danmark. I Danmark er det Slots- og Kulturstyrelsen, der freder bygninger, og det sker, når man mener, at en bygning har arkitektonisk eller kulturhistorisk værdi af national betydning. Som regel skal en bygning være 50 år gammel for at kunne blive fredet. En fredning kan ophæves, hvis fredningsmyndigheden mener, at der ikke længere er grund til at bevare fredningen.
Normalt skal en bygning være mindst 50 år gammel for at kunne fredes. Yngre bygninger kan undtagelsesvis komme i betragtning, hvis de rummer helt specielle kvaliteter. Alle bygninger og bygningsdele fra før 1536 er uden særlig beslutning fredet efter bygningsfredningsloven, og disse optræder ikke nødvendigvis i oversigter over fredede ejendomme. Bygninger, som tilhører folkekirken, er omfattet af deres egen lov.

## Historien
Den første danske bygningsfredningslov trådte i kraft 12. marts 1918. Loven opererede med to typer fredninger: Klasse A og klasse B. Ved en klasse A-fredet bygning skulle ejeren have godkendelse og tilladelse fra myndighederne til at foretage ændringer i bygningen, mens ejerne af klasse B-fredede bygninger skulle anmelde ændringer, men kunne gennemføre dem uanset om myndighederne skulle være imod. Bygninger skulle som regel være 100 år gamle for at komme i betragtning til at blive fredet, og i praksis afveg man ikke fra dette. Fredninger skulle indstilles til undervisningsministeren af et til formålet oprettet nævn, Det særlige Bygningssyn, der også skulle afgøre ansøgninger om økonomisk støtte til ombygninger eller ændringer af fredede bygninger.
1. juli 1966 trådte en ny bygningsfredningslov i kraft. Den betød, at facader på klasse B-fredede bygninger nu havde samme beskyttelse som på klasse A-fredede bygninger. Det blev nu også muligt at frede en bygnings umiddelbare omgivelser. Samtidig blev Statens Bygningsfredningsfond oprettet for at redde fredede bygninger, der var under forfald. 
De to fredningsklasser blev afskaffet med en ny fredningslov, der trådte i kraft 1. januar 1980. De regler, der hidtil havde været gældende for klasse A-fredninger, gjaldt nu alle fredede bygninger. Der blev nu også åbnet for at frede bygninger, der var yngre end 100 år, hvis særlige forhold talte for det.
Statens Bygningsfredningsfond blev nedlagt i 1997, da en ny bygningsfredningslov trådte i kraft 1. december. Samtidig blev aldersgrænsen for bygningsfredninger sat ned fra 100 år til 50 år og i lighed med loven fra 1980 kunne yngre bygninger fredes, når særlige forhold talte for det.
Da der året efter, i 1998, blev oprettet Kulturmiljøråd i hvert amt, blev det bestemt, at disse skulle udtale sig om bygningsfredningsforslag. I 2001 overgik ansvaret for bygningfredninger fra Miljøministeriet til Kulturministeriet, hvor den nyoprettede Kulturarvsstyrelse skulle behandle disse. Pr. 1. januar 2007 blev Kulturmiljørådene nedlagt i forbindelse med kommunalreformen og dannelsen af de nye regioner. 
En revideret bygningsfredningslov trådte i kraft den 1. juni 2010. De vigtigste ændringer er, at det nu bliver muligt at frede selvstændige landskabsarkitektoniske værker. Det betyder, at haver og anlæg kan fredes, selvom de ikke er tilknyttet en fredet bygning. En anden vigtig ændring er, at der i lovens formål også ligger formidling af bygningskulturarven. En tredje vigtig ændring er, at der er blevet oprettet en mulighed for at klage over afgørelser vedrørende bygningsændringer. Samtidig lovfæstes retten til fradrag for vedligeholdelse af fredede bygninger i ligningsloven - det såkaldte forfald pr. år. Endelig igangsættes den landsdækkende gennemgang af de fredede bygninger, som skal gennemføres i perioden 2010-2016.
Landsforeningen for Bygnings- og Landskabskultur foreslår løbende bygninger til fredning. Foreningen har en særlig status, som er skrevet ind i bygningsfredningsloven. 
Bygningsfredningsforeningen BYFO er den største medlemsorganisation herhjemme for fredede huse.

## Antallet af fredede bygninger i Danmark
- 1918: 1.156
- 1966: ca. 2.500
- 1980: knap 3.000
- 1997: ca. 9.200
- 2007: ca. 9.700
- 2018: ca. 7.500
- 2019: ca. 9.000 [1]

Opgørelsen omfatter ikke alle de bygninger og bygningsdele fra før 1536, som er automatisk fredede efter bygningsfredningslovens §4, også selvom dette ikke er meddelt ejeren.

## Eksempler på fredede bygninger
- Stationsbygningen på Ry Station.
- Pavillonen Christinero nær Christiansfeld.
- Det kongelige teater i København.
- Tyssedal Kraftanlegg i Hordaland i Norge.
- Bondegården Blankenberge Hoeve i Blankenberge i Belgien.

## Ekstern henvisning
1. ↑  Udfordringer ved vedligehold af fredede bygninger bliver undersøgt slks.dk 17. juni 2019

- Fredede og bevaringsværdige bygninger i Danmark – oversigt fra Slots- og Kulturstyrelsen.